# Pinacia auge
Pinacia auge là một loài bướm đêm trong họ Noctuidae.